# Campodorus insularis
Campodorus insularis là một loài tò vò trong họ Ichneumonidae.